# Defecație

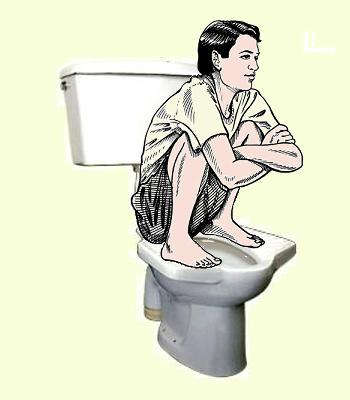

Defecația (din latină defaecatio = curățire, purificare, de la defaecare = a curăți) este un act reflex motor voluntar, extrem de complex, la nivelul regiunii terminale sigmoidorectale a colonului distal care are ca rezultat eliminarea rectală prin anus a materiilor fecale. Acest act este coordonat de centri medulari și controlat cortical. 
La adulți, defecația apare în mod regulat de 1-3 ori pe zi și în mod voluntar; defecația poate fi inhibată dacă circumstanțele sociale nu permit realizarea ei. La sugari, controlul voluntar al sfincterului extern lipsește, defecația apărând automat ca un răspuns reflex la prezența fecalelor în rect. 
Rectul are un aparat sfincterian propriu format din sfincterul anal intern și sfincterul anal extern (striat) cu o inervație complexă, prin care se reglează, pe de o parte, continența fecală (reținerea scaunelor și a gazelor intestinale, chiar și în condiții deosebite - diaree, efort fizic, lipsa toaletei) și pe de alta, evacuarea materiilor fecale din rect, prin actul defecației. 
Sfincterul anal intern, involuntar, este un mușchi neted, dispus circular în peretele intern al anusului; el este inervat  de fibre parasimpatice (nervii splanhnici pelvini) cu originea în măduva sacrală S2-S4 (centrul sacral parasimpatic al defecației) care relaxează sfincterul anal intern și de fibre simpatice (nervii hipogastrici) ce își au originea în măduva lombară L2-L4 (centru inhibitor lombar al defecației) și determină contracția sfincterului intern. 
Sfincterul anal extern, voluntar, este format din fibre musculare striate, care înconjoară sfincterul intern și se extinde distal de acesta, fiind sub control nervos somatic și, prin urmare, se află sub control voluntar, conștient; inervația lui este dată de nervii rectali inferiori, ramuri din nervul rușinos (pudendal), format de fibre din ramurile anterioare S2-S4 ale nervilor spinali sacrați; relaxarea sfincterului anal extern permite expulsia materiilor fecale.

## Tulburări de defecație
Vezi și fecalom.